# 제12회 골든 래즈베리상
제12회 골든 래즈베리상은 1991년 영화를 대상으로 1992년 3월에 열린 시상식이다. 할리우드 루즈벨트 호텔에서 개최되었다.

## 수상 및 후보

### 최악의 작품상
- 허드슨 호크 수상
- 사랑과 음악
- 주사위 게임
- 난폭한 주말
- 블루 라군 2

### 최악의 남우주연상
- 로빈 후드: 도둑들의 왕자 - 케빈 코스트너 수상
- 주사위 게임 - 앤드류 다이스 클레이
- 오스카 - 실베스타 스탤론
- 사랑과 음악 - 바닐라 아이스
- 허드슨 호크 - 브루스 윌리스

### 최악의 여우주연상
- 죽음 전의 키스 - 숀 영 수상
- 난폭한 주말 - 데미 무어 수상
- 결혼하는 남자 - 킴 베이싱어
- 솔로몬의 딸 - 샐리 필드
- 진실 혹은 대담 - 마돈나
- 사랑의 기쁨 - 데미 무어

### 최악의 남우조연상
- 난폭한 주말 - 댄 애크로이드 수상
- 허드슨 호크 - 리차드 E. 그랜트
- 자유시대 - 앤서니 퀸
- 자유시대 - 크리스찬 슬레이터
- 로빈 후드: 도둑들의 왕자 - 크리스찬 슬레이터
- 정열의 샤우트 - 존 트라볼타

### 최악의 여우조연상
- 죽음 전의 키스 - 숀 영 수상
- 허드슨 호크 - 샌드라 벤하드
- 난폭한 주말 - 존 캔디
- 후크 - 줄리아 로버츠
- 오스카 - 마리사 토메이

### 최악의 감독상
- 허드슨 호크 - 마이클 레만 수상
- 난폭한 주말 - 댄 애크로이드
- 블루 라군 2 - 윌리암 A 그라함
- 사랑과 음악 - 데이빗 켈로그
- 오스카 - 존 랜디스

### 최악의 각본상
- 허드슨 호크 수상
- 사랑과 음악
- 주사위 게임
- 난폭한 주말
- 블루 라군 2

### 최악의 신인상
- 사랑과 음악 - 바닐라 아이스 수상
- 스톤 콜드 - Brian Bosworth
- 블루 라군 2 - 밀라 요보비치
- 블루 라군 2 - 브라이언 크로즈
- 사랑과 음악 - 크리스틴 민터

### 최악의 주제가상
- 아담스 패밀리 - Addams Groove 수상
- 사랑과 음악 - Cool as Ice
- 나이트메어 6 - 프레디 죽다 - Why Was I Born

## 같이 보기
- 제64회 아카데미상
- 제45회 영국 아카데미 영화상
- 제49회 골든 글로브상